# Somalisch voetbalelftal (mannen)
Het Somalisch voetbalelftal is een team van voetballers dat Somalië vertegenwoordigt bij internationale wedstrijden zoals CECAFA Cup en de kwalificatiewedstrijden voor het WK en de Afrika Cup.
De Somali Football Federation werd in 1951 opgericht en is aangesloten bij de CECAFA, de CAF en de FIFA (sinds 1962). Het Somalisch voetbalelftal behaalde in april 1995 met de 158e plaats de hoogste positie op de FIFA-wereldranglijst, in november 2013 werd met de 204e plaats de laagste positie bereikt.

## Deelname aan internationale toernooien

### Wereldkampioenschap
| Wereldkampioenschap voetbal overzicht | Wereldkampioenschap voetbal overzicht | Wereldkampioenschap voetbal overzicht | Wereldkampioenschap voetbal overzicht | Wereldkampioenschap voetbal overzicht | Wereldkampioenschap voetbal overzicht | Wereldkampioenschap voetbal overzicht | Wereldkampioenschap voetbal overzicht | Wereldkampioenschap voetbal overzicht |
| Jaar                                  | Ronde                                 | Wed.                                  | W                                     | G                                     | V                                     | DV                                    | DT                                    |                                       |
| ------------------------------------- | ------------------------------------- | ------------------------------------- | ------------------------------------- | ------------------------------------- | ------------------------------------- | ------------------------------------- | ------------------------------------- | ------------------------------------- |
| 1930–1958                             | Deel van Italië/Verenigd Koninkrijk   | Deel van Italië/Verenigd Koninkrijk   | Deel van Italië/Verenigd Koninkrijk   | Deel van Italië/Verenigd Koninkrijk   | Deel van Italië/Verenigd Koninkrijk   | Deel van Italië/Verenigd Koninkrijk   | Deel van Italië/Verenigd Koninkrijk   | Deel van Italië/Verenigd Koninkrijk   |
| 1962–1978                             | Geen deelname                         | Geen deelname                         | Geen deelname                         | Geen deelname                         | Geen deelname                         | Geen deelname                         | Geen deelname                         | Geen deelname                         |
| 1982                                  | Niet gekwalificeerd                   | Niet gekwalificeerd                   | Niet gekwalificeerd                   | Niet gekwalificeerd                   | Niet gekwalificeerd                   | Niet gekwalificeerd                   | Niet gekwalificeerd                   | Niet gekwalificeerd                   |
| 1986–1998                             | Geen deelname                         | Geen deelname                         | Geen deelname                         | Geen deelname                         | Geen deelname                         | Geen deelname                         | Geen deelname                         | Geen deelname                         |
| 2002                                  | Niet gekwalificeerd                   | Niet gekwalificeerd                   | Niet gekwalificeerd                   | Niet gekwalificeerd                   | Niet gekwalificeerd                   | Niet gekwalificeerd                   | Niet gekwalificeerd                   | Niet gekwalificeerd                   |
| 2006                                  | Niet gekwalificeerd                   | Niet gekwalificeerd                   | Niet gekwalificeerd                   | Niet gekwalificeerd                   | Niet gekwalificeerd                   | Niet gekwalificeerd                   | Niet gekwalificeerd                   | Niet gekwalificeerd                   |
| 2010                                  | Niet gekwalificeerd                   | Niet gekwalificeerd                   | Niet gekwalificeerd                   | Niet gekwalificeerd                   | Niet gekwalificeerd                   | Niet gekwalificeerd                   | Niet gekwalificeerd                   | Niet gekwalificeerd                   |
| 2014                                  | Niet gekwalificeerd                   | Niet gekwalificeerd                   | Niet gekwalificeerd                   | Niet gekwalificeerd                   | Niet gekwalificeerd                   | Niet gekwalificeerd                   | Niet gekwalificeerd                   | Niet gekwalificeerd                   |
| 2018                                  | Niet gekwalificeerd                   | Niet gekwalificeerd                   | Niet gekwalificeerd                   | Niet gekwalificeerd                   | Niet gekwalificeerd                   | Niet gekwalificeerd                   | Niet gekwalificeerd                   | Niet gekwalificeerd                   |
| 2022                                  | Niet gekwalificeerd                   | Niet gekwalificeerd                   | Niet gekwalificeerd                   | Niet gekwalificeerd                   | Niet gekwalificeerd                   | Niet gekwalificeerd                   | Niet gekwalificeerd                   | Niet gekwalificeerd                   |
| 2026                                  | kwalificatie                          | kwalificatie                          | kwalificatie                          | kwalificatie                          | kwalificatie                          | kwalificatie                          | kwalificatie                          | kwalificatie                          |

### Afrika Cup
| Afrika Cup overzicht | Afrika Cup overzicht                | Afrika Cup overzicht                | Afrika Cup overzicht                | Afrika Cup overzicht                | Afrika Cup overzicht                | Afrika Cup overzicht                | Afrika Cup overzicht                | Afrika Cup overzicht                |
| Jaar                 | Ronde                               | Wed.                                | W                                   | G                                   | V                                   | DV                                  | DT                                  |                                     |
| -------------------- | ----------------------------------- | ----------------------------------- | ----------------------------------- | ----------------------------------- | ----------------------------------- | ----------------------------------- | ----------------------------------- | ----------------------------------- |
| 1957–1959            | Deel van Italië/Verenigd Koninkrijk | Deel van Italië/Verenigd Koninkrijk | Deel van Italië/Verenigd Koninkrijk | Deel van Italië/Verenigd Koninkrijk | Deel van Italië/Verenigd Koninkrijk | Deel van Italië/Verenigd Koninkrijk | Deel van Italië/Verenigd Koninkrijk | Deel van Italië/Verenigd Koninkrijk |
| 1962–1972            | Uitgesloten van deelname            | Uitgesloten van deelname            | Uitgesloten van deelname            | Uitgesloten van deelname            | Uitgesloten van deelname            | Uitgesloten van deelname            | Uitgesloten van deelname            | Uitgesloten van deelname            |
| 1974                 | Niet gekwalificeerd                 | Niet gekwalificeerd                 | Niet gekwalificeerd                 | Niet gekwalificeerd                 | Niet gekwalificeerd                 | Niet gekwalificeerd                 | Niet gekwalificeerd                 | Niet gekwalificeerd                 |
| 1976                 | Niet gekwalificeerd                 | Niet gekwalificeerd                 | Niet gekwalificeerd                 | Niet gekwalificeerd                 | Niet gekwalificeerd                 | Niet gekwalificeerd                 | Niet gekwalificeerd                 | Niet gekwalificeerd                 |
| 1978                 | Geen deelname                       | Geen deelname                       | Geen deelname                       | Geen deelname                       | Geen deelname                       | Geen deelname                       | Geen deelname                       | Geen deelname                       |
| 1980                 | Teruggetrokken                      | Teruggetrokken                      | Teruggetrokken                      | Teruggetrokken                      | Teruggetrokken                      | Teruggetrokken                      | Teruggetrokken                      | Teruggetrokken                      |
| 1982                 | Geen deelname                       | Geen deelname                       | Geen deelname                       | Geen deelname                       | Geen deelname                       | Geen deelname                       | Geen deelname                       | Geen deelname                       |
| 1984                 | Niet gekwalificeerd                 | Niet gekwalificeerd                 | Niet gekwalificeerd                 | Niet gekwalificeerd                 | Niet gekwalificeerd                 | Niet gekwalificeerd                 | Niet gekwalificeerd                 | Niet gekwalificeerd                 |
| 1986                 | Niet gekwalificeerd                 | Niet gekwalificeerd                 | Niet gekwalificeerd                 | Niet gekwalificeerd                 | Niet gekwalificeerd                 | Niet gekwalificeerd                 | Niet gekwalificeerd                 | Niet gekwalificeerd                 |
| 1988                 | Niet gekwalificeerd                 | Niet gekwalificeerd                 | Niet gekwalificeerd                 | Niet gekwalificeerd                 | Niet gekwalificeerd                 | Niet gekwalificeerd                 | Niet gekwalificeerd                 | Niet gekwalificeerd                 |
| 1990–2004            | Geen deelname                       | Geen deelname                       | Geen deelname                       | Geen deelname                       | Geen deelname                       | Geen deelname                       | Geen deelname                       | Geen deelname                       |
| 2006                 | Niet gekwalificeerd                 | Niet gekwalificeerd                 | Niet gekwalificeerd                 | Niet gekwalificeerd                 | Niet gekwalificeerd                 | Niet gekwalificeerd                 | Niet gekwalificeerd                 | Niet gekwalificeerd                 |
| 2008                 | Geen deelname                       | Geen deelname                       | Geen deelname                       | Geen deelname                       | Geen deelname                       | Geen deelname                       | Geen deelname                       | Geen deelname                       |
| 2010                 | Niet gekwalificeerd                 | Niet gekwalificeerd                 | Niet gekwalificeerd                 | Niet gekwalificeerd                 | Niet gekwalificeerd                 | Niet gekwalificeerd                 | Niet gekwalificeerd                 | Niet gekwalificeerd                 |
| 2012                 | Uitgesloten van deelname            | Uitgesloten van deelname            | Uitgesloten van deelname            | Uitgesloten van deelname            | Uitgesloten van deelname            | Uitgesloten van deelname            | Uitgesloten van deelname            | Uitgesloten van deelname            |
| 2013–2021            | Geen deelname                       | Geen deelname                       | Geen deelname                       | Geen deelname                       | Geen deelname                       | Geen deelname                       | Geen deelname                       | Geen deelname                       |
| 2023                 | Niet gekwalificeerd                 | Niet gekwalificeerd                 | Niet gekwalificeerd                 | Niet gekwalificeerd                 | Niet gekwalificeerd                 | Niet gekwalificeerd                 | Niet gekwalificeerd                 | Niet gekwalificeerd                 |
| 2025                 | Niet gekwalificeerd                 | Niet gekwalificeerd                 | Niet gekwalificeerd                 | Niet gekwalificeerd                 | Niet gekwalificeerd                 | Niet gekwalificeerd                 | Niet gekwalificeerd                 | Niet gekwalificeerd                 |

### African Championship of Nations
| African Championship of Nations overzicht | African Championship of Nations overzicht | African Championship of Nations overzicht | African Championship of Nations overzicht | African Championship of Nations overzicht | African Championship of Nations overzicht | African Championship of Nations overzicht | African Championship of Nations overzicht | African Championship of Nations overzicht |
| Jaar                                      | Ronde                                     | Wed.                                      | W                                         | G                                         | V                                         | DV                                        | DT                                        |                                           |
| ----------------------------------------- | ----------------------------------------- | ----------------------------------------- | ----------------------------------------- | ----------------------------------------- | ----------------------------------------- | ----------------------------------------- | ----------------------------------------- | ----------------------------------------- |
| 2009                                      | Geen deelname                             | Geen deelname                             | Geen deelname                             | Geen deelname                             | Geen deelname                             | Geen deelname                             | Geen deelname                             | Geen deelname                             |
| 2011                                      | Niet gekwalificeerd                       | Niet gekwalificeerd                       | Niet gekwalificeerd                       | Niet gekwalificeerd                       | Niet gekwalificeerd                       | Niet gekwalificeerd                       | Niet gekwalificeerd                       | Niet gekwalificeerd                       |
| 2014                                      | Geen deelname                             | Geen deelname                             | Geen deelname                             | Geen deelname                             | Geen deelname                             | Geen deelname                             | Geen deelname                             | Geen deelname                             |
| 2016                                      | Geen deelname                             | Geen deelname                             | Geen deelname                             | Geen deelname                             | Geen deelname                             | Geen deelname                             | Geen deelname                             | Geen deelname                             |
| 2018                                      | Niet gekwalificeerd                       | Niet gekwalificeerd                       | Niet gekwalificeerd                       | Niet gekwalificeerd                       | Niet gekwalificeerd                       | Niet gekwalificeerd                       | Niet gekwalificeerd                       | Niet gekwalificeerd                       |
| 2020                                      | Niet gekwalificeerd                       | Niet gekwalificeerd                       | Niet gekwalificeerd                       | Niet gekwalificeerd                       | Niet gekwalificeerd                       | Niet gekwalificeerd                       | Niet gekwalificeerd                       | Niet gekwalificeerd                       |
| 2022                                      | Niet gekwalificeerd                       | Niet gekwalificeerd                       | Niet gekwalificeerd                       | Niet gekwalificeerd                       | Niet gekwalificeerd                       | Niet gekwalificeerd                       | Niet gekwalificeerd                       | Niet gekwalificeerd                       |

### CECAFA Cup
| CECAFA Cup overzicht | CECAFA Cup overzicht | CECAFA Cup overzicht | CECAFA Cup overzicht | CECAFA Cup overzicht | CECAFA Cup overzicht | CECAFA Cup overzicht | CECAFA Cup overzicht | CECAFA Cup overzicht |
| Jaar                 | Ronde                | Wed.                 | W                    | G                    | V                    | DV                   | DT                   |                      |
| -------------------- | -------------------- | -------------------- | -------------------- | -------------------- | -------------------- | -------------------- | -------------------- | -------------------- |
| 1973                 | Groepsfase           | 2                    | 0                    | 0                    | 2                    | 2                    | 12                   |                      |
| 1974                 | Groepsfase           | 2                    | 0                    | 1                    | 1                    | 2                    | 3                    |                      |
| 1975                 | Geen deelname        | Geen deelname        | Geen deelname        | Geen deelname        | Geen deelname        | Geen deelname        | Geen deelname        |                      |
| 1976                 | Groepsfase           | 3                    | 0                    | 0                    | 3                    | 2                    | 7                    |                      |
| 1977                 | Groepsfase           | 3                    | 1                    | 1                    | 1                    | 2                    | 2                    |                      |
| 1978                 | Groepsfase           | 4                    | 0                    | 1                    | 3                    | 3                    | 10                   |                      |
| 1979                 | Geen deelname        | Geen deelname        | Geen deelname        | Geen deelname        | Geen deelname        | Geen deelname        | Geen deelname        |                      |
| 1980                 | Groepsfase           | 2                    | 0                    | 1                    | 1                    | 1                    | 3                    |                      |
| 1981–1982            | Geen deelname        | Geen deelname        | Geen deelname        | Geen deelname        | Geen deelname        | Geen deelname        | Geen deelname        |                      |
| 1983                 | Groepsfase           | 3                    | 0                    | 1                    | 2                    | 3                    | 5                    |                      |
| 1984                 | Groepsfase           | 3                    | 1                    | 1                    | 1                    | 3                    | 3                    |                      |
| 1985–1992            | Geen deelname        | Geen deelname        | Geen deelname        | Geen deelname        | Geen deelname        | Geen deelname        | Geen deelname        |                      |
| 1994                 | Groepsfase           | 3                    | 1                    | 0                    | 2                    | 3                    | 8                    |                      |
| 1995                 | Groepsfase           | 3                    | 0                    | 0                    | 3                    | 1                    | 15                   |                      |
| 1996                 | Geen deelname        | Geen deelname        | Geen deelname        | Geen deelname        | Geen deelname        | Geen deelname        | Geen deelname        |                      |
| 1999                 | Groepsfase           | 2                    | 0                    | 0                    | 2                    | 0                    | 5                    |                      |
| 2000                 | Groepsfase           | 4                    | 0                    | 1                    | 3                    | 1                    | 11                   |                      |
| 2001                 | Groepsfase           | 3                    | 0                    | 1                    | 2                    | 0                    | 6                    |                      |
| 2002                 | Groepsfase           | 4                    | 1                    | 0                    | 3                    | 1                    | 4                    |                      |
| 2003                 | Geen deelname        | Geen deelname        | Geen deelname        | Geen deelname        | Geen deelname        | Geen deelname        | Geen deelname        |                      |
| 2004                 | Groepsfase           | 3                    | 0                    | 0                    | 3                    | 0                    | 7                    |                      |
| 2005                 | Groepsfase           | 4                    | 1                    | 0                    | 3                    | 6                    | 10                   |                      |
| 2006                 | Groepsfase           | 3                    | 0                    | 0                    | 3                    | 0                    | 8                    |                      |
| 2007                 | Groepsfase           | 3                    | 0                    | 0                    | 3                    | 0                    | 6                    |                      |
| 2008                 | Groepsfase           | 4                    | 1                    | 0                    | 3                    | 1                    | 9                    |                      |
| 2009                 | Groepsfase           | 3                    | 0                    | 0                    | 3                    | 1                    | 6                    |                      |
| 2010                 | Groepsfase           | 3                    | 0                    | 0                    | 3                    | 0                    | 11                   |                      |
| 2011                 | Groepsfase           | 3                    | 0                    | 0                    | 3                    | 1                    | 11                   |                      |
| 2012                 | Groepsfase           | 3                    | 0                    | 0                    | 3                    | 1                    | 13                   |                      |
| 2013                 | Groepsfase           | 3                    | 0                    | 0                    | 3                    | 0                    | 7                    |                      |
| 2015                 | Groepsfase           | 3                    | 0                    | 0                    | 3                    | 0                    | 9                    |                      |
| 2017                 | Geen deelname        | Geen deelname        | Geen deelname        | Geen deelname        | Geen deelname        | Geen deelname        | Geen deelname        | Geen deelname        |
| 2019                 | Groepsfase           | 4                    | 1                    | 2                    | 1                    | 1                    | 2                    |                      |

### FIFA Arab Cup
| FIFA Arab Cup overzicht | FIFA Arab Cup overzicht | FIFA Arab Cup overzicht | FIFA Arab Cup overzicht | FIFA Arab Cup overzicht | FIFA Arab Cup overzicht | FIFA Arab Cup overzicht | FIFA Arab Cup overzicht | FIFA Arab Cup overzicht |
| Jaar                    | Ronde                   | Wed.                    | W                       | G                       | V                       | DV                      | DT                      |                         |
| ----------------------- | ----------------------- | ----------------------- | ----------------------- | ----------------------- | ----------------------- | ----------------------- | ----------------------- | ----------------------- |
| 2021                    | Kwalificatieronde       | 1                       | 0                       | 0                       | 1                       | 1                       | 2                       |                         |

## FIFA-wereldranglijst[1]
| 1994 | 1995 | 1996 | 1997 | 1998 | 1999 | 2000 | 2001 | 2002 | 2003 | 2004 | 2005 | 2006 | 2007 | 2008 | 2009 | 2010 | 2011 | 2012 | 2013 | 2014 | 2015 | 2016 | 2017 | 2018 |
| ---- | ---- | ---- | ---- | ---- | ---- | ---- | ---- | ---- | ---- | ---- | ---- | ---- | ---- | ---- | ---- | ---- | ---- | ---- | ---- | ---- | ---- | ---- | ---- | ---- |
| 159  | 165  | 178  | 187  | 190  | 197  | 194  | 197  | 190  | 191  | 193  | 184  | 193  | 195  | 200  | 170  | 182  | 188  | 195  | 203  | 204  | 204  | 205  | 206  | 204  |

SFF · A-internationals
1970-1979 ·
1980-1989 ·
1990-1999 ·
2000-2009 ·
2010-2019 ·
2020-2029
1972 ·
1973 · 
1974 · 
1975 · 
1976 · 
1977 · 
1978 · 
1979 ·
1980 · 
1981 ·
1982 · 
1983 · 
1984 · 
1985 · 
1986 · 
1987 ·
1988 ·
1989 ·
1990 ·
1991 ·
1992 ·
1993 ·
1994 · 
1995 · 
1996 ·
1997 ·
1998 ·
1999 · 
2000 · 
2001 · 
2002 · 
2003 · 
2004 · 
2005 · 
2006 · 
2007 · 
2008 · 
2009 · 
2010 · 
2011 · 
2012 ·
2013 ·
2014 ·
2015 ·
2016 ·
2017 ·
2018 ·
2019 ·
2020 ·
2021 ·
2022 ·
2023
Algerije ·
Botswana ·
Burundi ·
China ·
Djibouti ·
Egypte ·
Eritrea ·
Ethiopië ·
Ghana ·
Guinee ·
Kameroen ·
Kenia ·
Libanon ·
Malawi ·
Marokko ·
Mauritanië ·
Mozambique ·
Niger ·
Oeganda ·
Oman ·
Rwanda ·
Sierra Leone ·
Soedan ·
Swaziland ·
Tanzania ·
Tunesië ·
Zambia ·
Zimbabwe ·
Zuid-Soedan